# はっぴ〜ぶり〜でぃんぐ
『はっぴ〜ぶり〜でぃんぐ』は、2002年4月26日にPurple softwareより発売されたWindows用18禁恋愛アドベンチャーゲームである。「はぴぶり」と略称され、後に出されたファンディスクの名称にも使用されている。

## 概要
旧「Purple」が「Purple software」として再発足して初めての作品。「現代版おとぎ話」と銘打つ日常ファンタジー物である。
内容は主人公が魔法で人化した動物の少女4人と日常を過ごすことになり、その1人と恋愛に至るというものである。大筋としては恋愛ゲームでは普通に見られるものだが、本作は擬似ではあるが「家族」の温かさを打ち出し、和やかで心温まる雰囲気を構築しているのが特徴である。発売日にLeafの『うたわれるもの』など多くの人気作が重なったこともあり、本作の影は薄くなってしまったが、主人公の人柄のよさやヒロインのかわいらしさ、ゆったりとした独特の世界観に現在も根強い人気がある。
2003年にはプリンセスソフトにより家庭用ゲーム機にも移植され、ドリームキャストでは同名で、PlayStation 2では『はっぴ〜ぶり〜でぃんぐ 〜Cheerful Party〜』（ - チアフル パーティ）の名で全年齢対象ソフトとして発売されている。
また番外編として、「はぴぶりいまさらふぁんでぃすく」と称するファンディスクも発売された（Windows用18禁ソフト、イベント専売品であったが後に一般販売された）。

## 歴史
- 2002年4月26日 - Windows版『はっぴ〜ぶり〜でぃんぐ』発売。
- 2003年2月27日 - ドリームキャスト版『はっぴ〜ぶり〜でぃんぐ』・PlayStation 2版『はっぴ〜ぶり〜でぃんぐ 〜Cheerful Party〜』発売。
- 2003年5月4日 - 『はぴぶりいまさらふぁんでぃすく』発売。
- 2004年8月13日 - 『まじぷりファンディスク』に『はっぴ〜ぶり〜でぃんぐ』が同梱される。

## ストーリー
両親の海外転勤により、広い家でひとり暮らしを余儀なくされていた主人公・高志。
最初は気楽な気分で過ごしていたが、最近ではマンネリな生活に倦みきってしまっていた。
そんな高志の前に突然現れた、自分を「犬」という少女・チョコ。「行く場所がない」という彼女を居候させたのをきっかけとして、彼の許に次々と猫娘の皐槻（さつき）、金魚娘の雪乃（ゆきの）、鶴娘のほのかの総勢4人の動物娘が現れ、同居するようになる。
かくして、奇妙ながらもにぎやかな「家族」の暮らしが始まったのだった……。

## 登場人物

### 主人公
高志（たかし）
ごく平凡な高校生。非常に寛大で鷹揚な性格の持ち主で、動物娘たち4人を純粋な善意で次々と同居させる。元々動物好きでもあるらしい。苗字は不明。

### ヒロイン
チョコ 声優：杉沢結花(PC)、今井由香(DC PS2)
高志が最初に同居させた犬娘。髪の脇に垂れた長い犬耳と、ぴんとはね上がった尻尾が特徴。学校から帰宅した際、厨房で突然コロッケにかぶりついていた。行く場所がないということで同居になる。
底抜けに明るく子供っぽい性格で、底なしの食いしん坊という、ムードメーカー兼トラブルメーカー。
子犬の頃に出会って仲良くなり、そのままどこへともなく姿を消した少年のことを探している。
皐槻（さつき） 声優：長崎津久世(PC)、麻見順子(DC PS2)
2番目に同居させた猫娘。頭の横の大きな猫耳と、お尻から伸びたすらりと長い尻尾が特徴。学校からの帰途、雨に打たれて呆然と立ちつくしているのを保護、やはり行き場所がなく同居になる。
最初はかたくなに心を閉じていたが、高志やチョコの姿を見るうちに徐々に心を開き、家事手伝いをするようになる。控えめでおとなしい性格。極度の照れ屋で、ほめられると真っ赤になってうつむいてしまう。
雪乃（ゆきの） 声優：海原エレナ(PC DC PS2)
3番目に同居させた金魚娘。妖精のように長く伸びた耳が特徴。高志が帰宅すると、いきなり玄関にずぶぬれの水着姿で座っていたという衝撃的な登場をする。しかも本人曰く高志が飼っていた金魚の「雪乃」であるということで、そのまま同居。
4人の中では一番外見も性格も幼く無邪気で、マスコット的存在。なお、金魚で声帯がなかったためか「あう」という喃語しかしゃべれず、その言葉は皐槻にしか理解出来ない。
ほのか 声優：川部法子(PC)、本間ゆかり(DC PS2)
4番目に同居させた鶴娘。一見するとまるで人間であるが、腰まである黒髪は翼と似た動きをし、開いたり閉じたりする。学校からの帰途、腹を空かせて座りこんでいたところを救護され、そのまま同居へ。
非常に短気な性格で、高志は自らの粗忽により当初大変な不興をこうむったが、のち仲直りする。気性は激しいながらも、時折素直な様子を見せたりもする。4人の中では一番年上で、まとめ役的役割を果たすことも。

### サブキャラクター
魔女 声優：鳥居花音(PC DC PS2)
チョコたち4人を人間化した張本人。4人の様子を陰でうかがっているところを高志に見つかる。自称10万24歳、本名不明の謎の女性。突然現れては去っていく神出鬼没なキャラ。
何とも軽く明るい性格で、のらりくらりととらえどころがない。なお、後述の「はぴぶりいまさらふぁんでぃすく」では、なぜかちゃっかり高志の家に同居していたりもする。
雄太（ゆうた）
高志の親友。今風の平凡な高校生。磊落な性格で高志と極めて仲がよいが、それゆえに些細なことでけんかに至ることも。

## 展開とエンド
展開はエンド直前まで共通イベントに各ヒロイン独自のイベントが絡みながら進行し、ヒロインそれぞれのエンドに到達する形となっている。このため各ヒロインのシナリオは共通部分が極めて多い。DC・PS2版追加の魔女シナリオも同様の進行となる。
エンドは各ヒロインとも次々と攻略中以外のヒロインが「魔法の効力切れ」を理由に退場した後、攻略中のヒロインと一旦離別、1年後に攻略中のヒロインのみ完全な人間となって再会するという形式になっている。他のヒロインは戻らない。ただし魔女シナリオにはこの形式は適用されず、独自の展開となって全ヒロインが残留する。
各ヒロインのエンドとそこにつながる展開の概要は以下の通り。
チョコ自分の肝煎りでお勧めの花見場所を教え花見をするが、その際に昔の記憶が蘇り、実は自分の探していた少年が転勤で一時転校していた高志であったと知る。
満開の桜の下で別れ、1年後やはり同じ桜の下で再会する。
皐槻鈴を抱きしめて涙を浮かべながら寝言で母を呼ぶ姿が目撃される。
その後、実は皐槻の母親が破落戸の暴行に遭い殺されており、「人間になればいじめられないで済む」として人間になっていたことが判明する。
最後に母の首輪を託され雨の中で彼女と別れた高志は、獣医を志す決心をする。そして1年後、大学のキャンパスの中で再会する。
雪乃高志と２人で出かけた夏祭りの想い出を胸に別離。1年後、一人で夏祭りに来ていた高志に不意打ちで声をかけ再会する。
再会時はしゃべれるようになっており、実はていねいな言葉遣いであることが判明する。
なおこのシナリオのみ、通辞のため皐槻がぎりぎりまで一緒に残留する。
ほのか別離の翌年、クリスマスイブに街中の交叉点で再会。固く抱擁を交わす。
魔女4人にいずれは先立たれてしまうことをあえて指摘、高志の覚悟を確かめる。
淡い恋心を抱いていた魔女は高志の強い想いに心打たれ、高志の許に留まることを決意する。

## 各版の差異
PC版とDC・PS2版には18禁シーンの有無の他に以下のような内容的差異が存在する。

### DC・PS2版共通
声優の変更雪乃と魔女を除き全員変更。詳細については上記の「声優」欄を参照のこと。
イベントの追加18禁シーンを削られた分、全ヒロインにイベントが追加されている。
魔女エンディングの追加PC版ではサブキャラクターであった魔女がヒロインに昇格し、独自のエンディングを持つようになる。
魔女の杖の追加PC版ではとりたてて魔女らしいものを持っていなかった魔女が、エジソンからもらったという電球を頭にねじ込んだ杖を持つようになる。
エンディングアニメPC版ではレコードを奏でる蓄音器のバックに回想映像が流れるのが、魔女の杖の電球から回想映像が投影されるようになる。

### DC版のみ
オープニング特別版の追加スタート時にL・Rボタンを押し続けていると、特別版のオープニングが見られるようになっている。
声優インタビューの追加附録として「おんがくも〜ど」に声優のインタビューが収録されている。
警告音のドラマ化通常のCDプレーヤにかけた場合に流れる警告音が魔女のトークになっている。

### PS2版のみ
スタートメッセージの追加PC版ではなかったスタートメッセージが追加され、起動時間及びシナリオクリア状態によって変化する。
特定日に起動するショートシナリオの追加正月など特定日付に起動すると、その日限定のショートシナリオがプレイ出来るようになっている。また最終セーブから31日以上プレイしていないと出現する特殊なショートシナリオもある。
オープニングのキャラ服装変更PC・DC版では全く問題にならなかったオープニングにおいて、露出度の高い部分に服を着せる処置が取られている。いわゆる「ソニーチェック」である。
チョコの服装の変更PC・DC版ではミニスカートで、下からはね上がった尻尾によってスカートがまくれ上がりお尻が見えていたのに対し、PS2版では膝までのスカートで、その途中から尻尾が出ているという格好に直されている。上に同じく「ソニーチェック」である。
その他露出のあるCGの変更やはり「ソニーチェック」により、主にへそ・尻などが見えるCGが数枚描き直されている。ほとんどチョコであるが皐槻も1枚存在する。

## その他

### オープニングアニメ
オープニングアニメはパステル画調のかわいらしいもので、ヒロインたちの服装が、
チョコ＝体操服、皐槻＝メイド服、雪乃＝学生服（男用でだぶだぶ）、ほのか＝巫女服
となっている。だがこれらの服装は本編中には登場せず、わずかにほのかがDC・PS2版で巫女服姿を披露しているにすぎないため、「根拠不明のコスプレ」「なぜ本編に出ないのか」などとたびたび話題に上ることがある。またよく見るとゲーム中では常に頭の横に寝せたまま立てることのない皐槻の耳が、オープニングではしっかり頭の上に立っている点でも大きな食い違いがある。
しかし実はこれらの服装は「奇矯すぎる」として没になった初案のデザインであることが、原画の岩崎考司によって攻略本『はっぴ～ぶり～でぃんぐ～Cheerful Party～ コンプリートワークス』のインタビューの中で語られている。そのデザインがオープニングアニメに流用された結果、このような本編との食い違いが発生したと思われる。なおこの初案デザインは、ラフ画の形で先述の攻略本とPS2版の初回限定特典小冊子に掲載されている。

### 「まじぷり」との関係
本作より2作後の「まじぷり -Wonder Cradle-」のヒロイン・立石恵梨華は魔女と似た魔法服を着ている。このことに関連して、ファンディスク「まじぷりファンディスク」の立石恵梨華アフターシナリオに魔女と雪乃が特別出演をしている。
ストーリーは迷子になっていた雪乃を恵梨華が助け、魔女に引き渡すというもの。その後のミニシナリオ内で、実は「はっぴ～ぶり～でぃんぐ」と「まじぷり」の世界が並行世界同士であり偶然に魔女たちが迷い込んでしまったこと、そして過去には逆に魔女たちの所に来てしまった恵梨華に記念品をせがまれて自分の魔法服をあげていたことが明かされる。つまり恵梨華の魔法服＝魔女の魔法服ということである。
しかし実際にはこの理由は後づけであり、デザインの際にたまたま恵梨華に魔女の服を着せてみたところ、似合ったために採用になったのが真相である。

## スタッフ
- シナリオ:島津出水
- キャラクターデザイン・原画:岩崎考司
- オープニング原画:松竹徳幸・吉成鋼
- 音楽:ひろむ郷

## 主題歌
- オープニングテーマ「恋になりますように」

歌：杉沢結花・長崎津久世・海原エレナ・川部法子
- エンディングテーマ「いつまでも」

歌：中川玲

## はぴぶりいまさらふぁんでぃすく
2003年5月4日発売のファンディスク。本体発売から1年後というまさに「いまさら」な発売であった。
ショートシナリオと壁紙集を収録している。以下、ショートシナリオについて記す。
なお、このショートシナリオは高志と特定のヒロインが結ばれないままに4人との生活が続いていることを前提としたもので、本編とは並行世界的存在にある。

### ストーリー
高志が動物娘たちと同居するようになって早や1年。なぜか最近では魔女までもが同居、ますます騒がしさを増す彼の家。
そんな折、高志は魔女のご託宣により商店街の福引で温泉旅行を当て、みんなで出かけることになる。この生活が始まって初めての旅行とあって喜ぶ一同。
だが、そんな一行を待ち受ける意外な出来事とは……？

### 登場人物
本体と同じであるが、以下のキャラが付け加わっている。
ひびき 声優：飯田空
高志たちが宿泊した旅館の仲居。高志たちを松林の中で見守っていたところを発見される。
まじめで勤勉なのだが、それが高じて暴走するところがあり、ずれた行動をとることも。
魔女と何かの関わりがあるように見受けられる。

### 展開とエンド
展開は共通部分の多かった本編と違い、かなり早い段階から全く異なる方向へ分岐し、「亀編」と「はっぴ～編」という別々のルートを経てエンドに到達する。なお前者は皐槻・ほのか寄り、後者はチョコ・雪乃寄りの選択により発生する。
エンドは「亀編」「はっぴ～編」双方共に再びヒロイン4人＋魔女・ひびきと暮らす大団円となっている。ただし前者ではヒロインが全員獣娘のままなのに対し、後者では完全に人間化しているという違いがある。この「ふぁんでぃすく」ではむしろ途中の展開に重点が置かれており、特に「亀編」においては新キャラであるひびきの存在が極めて大きい。
各シナリオのエンドとそこにつながる展開の概要は以下の通り。
亀編
旅行2日目、高志は時間が循環していることに気づき、ほのかの協力の許で原因究明に乗り出す。
その結果「誰かが時間を操作して自分たちを閉じこめているのではないか」という結論に至る。
しかし2人の努力も虚しく、今度は次々とヒロインたちの失踪と残されたヒロインの記憶喪失が発生。
万事休すかとあきらめかけたところで、高志はひびきからこの事件の仕掛人が彼女自身であると知らされる。
実はひびきは魔女の従者で、魔女が高志にかまけているのに嫉妬、高志を逆恨みして精神的に追いつめようとしたのであった。
だが高志の想像以上の心の広さに改心し、事件を起こすために使った魔法のアイテム（パイナップル似）を解除しようとするが、特大パイナップルと間違えたチョコに思い切りかじりつかれて強制解除。
そうして現実世界に戻った後、ひびきは魔女と一緒に高志のところに同居する。最後に偶然帰国して来た両親と出くわして落ちがつく。
はっぴ～編
旅行の最中、高志はチョコの口から魔女の魔力不足により自分たちの人化があと1年ほどで解けてしまうことを知らされる。
衝撃のあまり自分の意識の中に閉じこもり昏倒しまった高志を、魔女がすんでの所ですくい上げ、高志の意識を現実世界に戻そうとする。
しかし彼女の魔力は既に限界であった。最後の力を振り絞るためには性的な刺激に賭けるしかないと言われ、関係を結ぶ高志。
この魔女の賭け自体は成功したものの、ヒロインたちの寿命はどうにもならない。
そのためにこの地に伝わっていた地域伝承から探し出した、試練を乗り越えた者だけに願いを叶える魔法のアイテムを使うことになった。
気がつくと高志は自宅に戻っていた。最初はアイテムの課した「試練」のために全員のことを忘れていたが、次第に思い出して行く。
ついに玄関を開いたその時、完全に人間化した4人が彼のことを出迎える。
そして最後、「魔界に帰れなくなってしまった」とひびきが救援を求めて来た場面で同居を暗示させ落ちがつく。
なおこのシナリオでは、「亀編」でひびきが使おうとしていた魔法のアイテムはチョコの手により廃棄され、抱き続けていた逆恨みの念も一同の様子を見て解けたことになっている。

### スタッフ
- シナリオ：山田光一郎
- キャラクターデザイン・原画：岩崎考司
- 音楽：ひろむ♂郷

### 主題歌
オープニングテーマは設定されていない。
代わりに本編のオープニングテーマがエンディングとして流用されている。
- エンディングテーマ:「恋になりますように」

歌：杉沢結花・長崎津久世・海原エレナ・川部法子

## 関連書籍
DC・PS2版の攻略ガイド・設定資料集として以下の書籍が出版されている。
- ターニングポインツ&コーエー出版部編

『はっぴ～ぶり～でぃんぐ～Cheerful Party～ コンプリートワークス』
（光栄刊・2003年3月）
ISBN：978-4-7758-0042-3